# John van der Oost
John van der Oost (Zevenhuizen, 22 juli 1958) is een Nederlands biochemicus en hoogleraar microbiologie aan de Wageningen University & Research.

## Biografie
Van der Oost studeerde moleculaire biologie aan de Vrije Universiteit Amsterdam, waar hij in 1989 promoveerde op een proefschrift over hydrogenase-activiteit van een cyanobacterie. De volgende drie jaar bracht hij in het buitenland door. De eerste zes maanden als post-doc aan de Universiteit van Helsinki en daarna tweeënhalf jaar aan het European Molecular Biology Laboratory in Heidelberg. Van 1992 tot 1995 was hij als KNAW-fellow verbonden aan de VU Amsterdam.

## Wageningen
In 1995 werd Van der Oost aangesteld als groepsleider bacteriële genetica aan het Laboratorium voor Microbiologie van de Wageningen-universiteit. Hier richtte hij zijn onderzoek op het ontdekken van unieke kenmerken van centrale metabolismewegen in archaea, waarbij veel nieuwe enzymen en hun regulatie werden onthuld.
Tien jaar later, in 2005, werd hij benoemd tot hoogleraar, en in 2013 werd hij verkozen tot lid van de European Molecular Biology Organization (EMBO) en in 2017 lid van de Koninklijke Nederlandse Akademie van Wetenschappen (KNAW). In 2018 werd hij onderscheiden met de Spinozapremie.

## Werk
Van der Oost wordt beschouwd als een van de pioniers van de CRISPR-revolutie, de genetische techniek die wetenschappers in staat stelt om het DNA van alle levende flora en fauna – inclusief dat van mensen – te modificeren. In 2008 was hij co-auteur van een in Science gepubliceerd baanbrekend artikel waarin de werking werd beschreven hoe bacteriën door middel van het CRISPR-systeem virussen afweren. Met zijn onderzoeksteam was Van der Oost de eerste die aantoonde dat het CRISPR-systeem een RNA-geleid mechanisme gebruikt om op speciale wijze DNA te markeren.
Deze gen-modificatie techniek wordt tegenwoordig door wetenschappers gebruikt in de biotechnologie en de moleculaire geneeskunde in toepassingen als het ontrafelen van (planten)ziektemechanismen en de ontwikkeling van nieuwe medicijnen voor ziektes als sikkelcelanemie, taaislijmziekte en HIV.
- International Standard Name Identifier: 0000 0001 3752 5001
- Library of Congress Control Number: n2013183217
- ORCID: 0000-0001-5024-1871
- Système universitaire de documentation: 178793841
- Virtual International Authority File: 306102368
- WorldCat: E39PBJrRk3PxTy373YVddFMQMP